# Noces de sang (Fortner)
Pour les articles homonymes, voir Noces de sang.

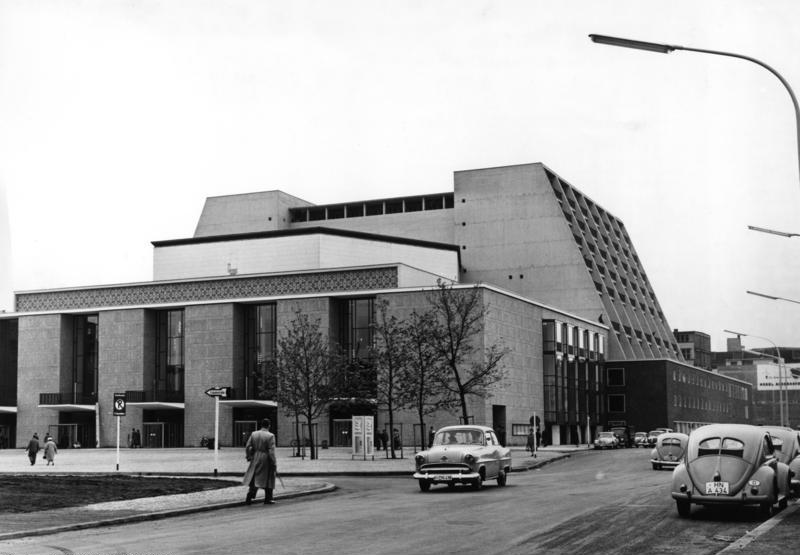
Opéra de Cologne photographié peu avant la première des Noces de sang

Bluthochzeit  (français : Noces de sang) est un opéra en deux actes de Wolfgang Fortner sur un livret du compositeur d'après la pièce Noces de sang de Federico Garcia Lorca. Il est créé le 8 juin 1957 à l'Opéra de Cologne sous la direction de Günther Wand. Créations françaises, en allemand en 1963 au Théâtre des Nations par l'opéra de Stuttgart sous la direction de Ferdinand Leitner, en français, en 1968 à Bordeaux sous la direction de Herbay.

## Rôles
- La mère du marié soprano
- Le marié - el novio, rôle parlé
- La mariée - la novia, soprano
- Son père, rôle parlé
- Léonardo baryton
- Sa femme  alto
- La jeune fille mezzo soprano
- L'enfant soprano
- La Mort sous les traits d'un mendiant
- La Lune ténor
- trois bûcherons, rôles parlés
- chœur (filles, garçons, invités, voisins)